# Liên đại Hỏa thành

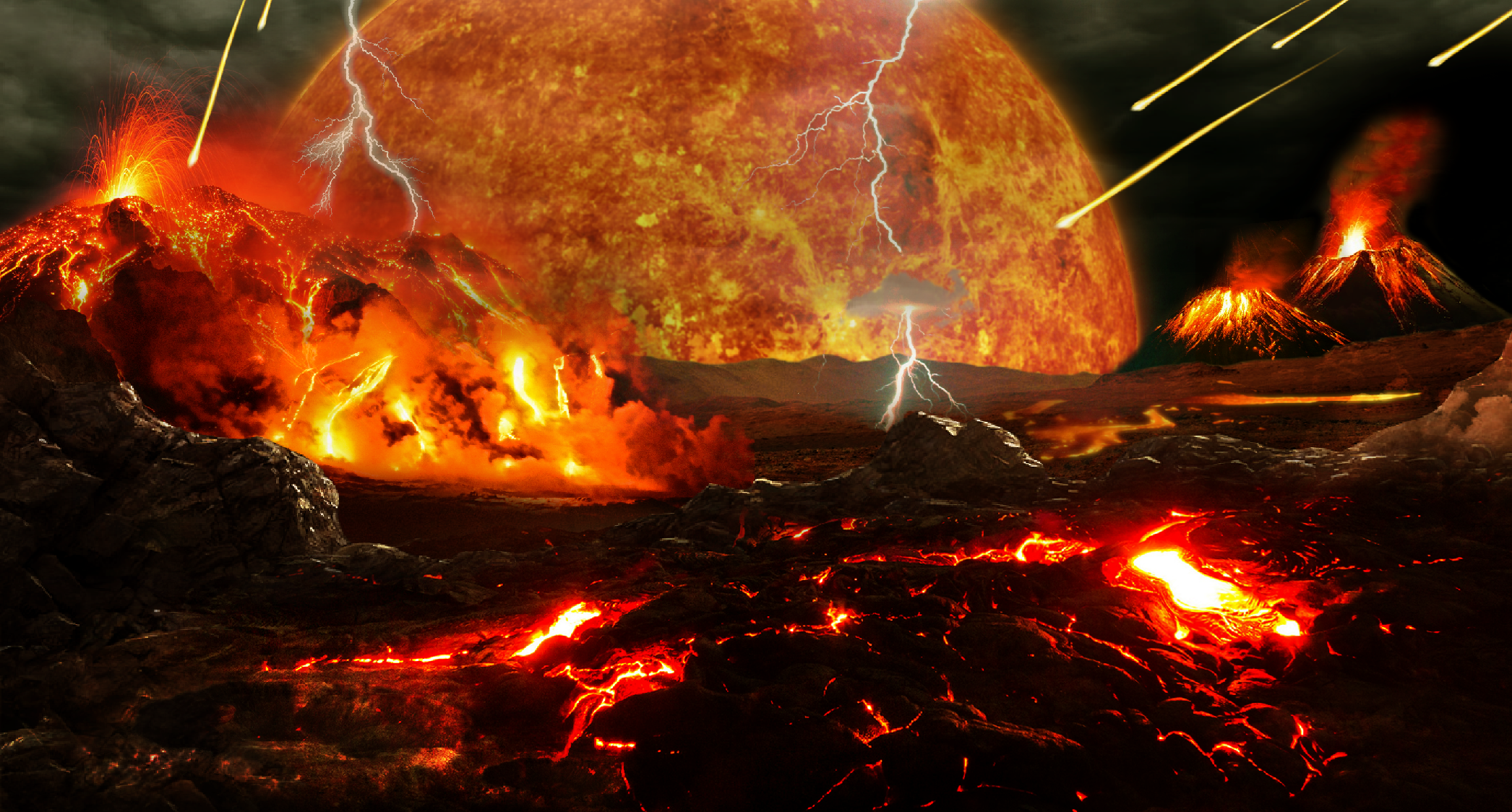
Hỏa thành là liên đại của các hoạt động sôi sục của Trái Đất

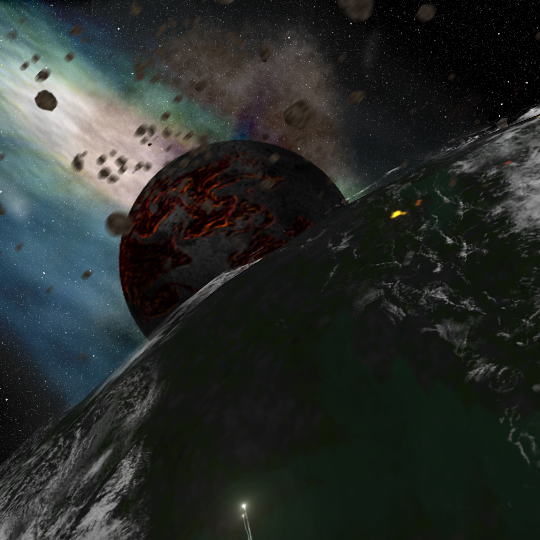
Trái Đất và Mặt Trăng thời kỳ Hỏa thành

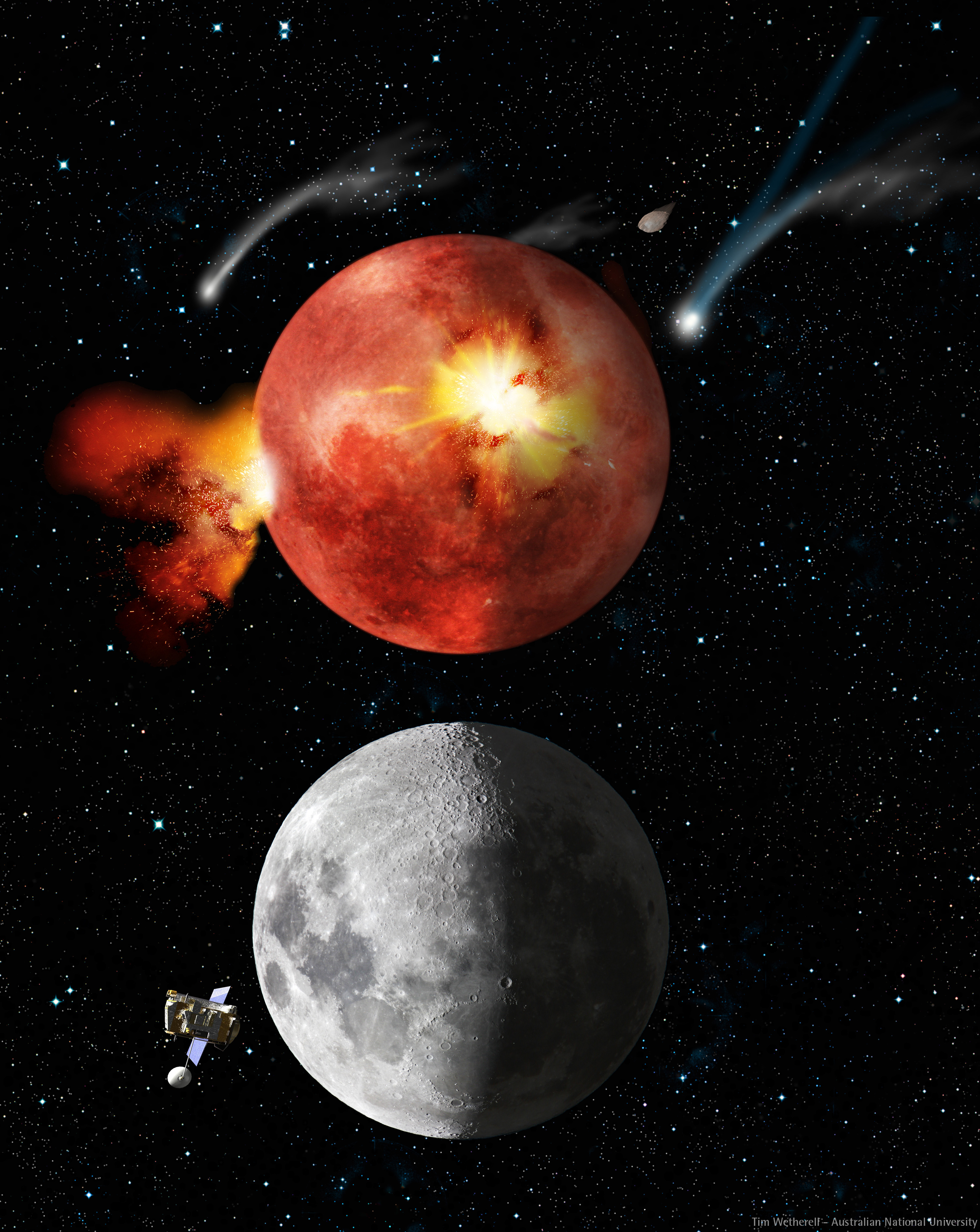
Mặt Trăng lúc đó bị nhiều tiểu hành tinh bắn phá

Liên đại Hỏa thành hay liên đại Thái Viễn cổ hoặc liên đại Minh cổ (Hadean,  /ˈheɪdiən/) là một liên đại địa chất trước liên đại Thái cổ (Archean). Nó trải dài từ khi bắt đầu hình thành Trái Đất và kết thúc vào khoảng 4.031 triệu năm trước (Ma), mặc dù niên đại của nó dao động rất mạnh trong các nguồn tài liệu địa chất khác nhau. Tên gọi "Hadean" có nguồn gốc từ Hades, vị thần của người Hy Lạp cho "âm ti" hay "địa ngục" và nó gợi ra hình ảnh của âm phủ hoặc là ám chỉ tới các điều kiện trên Trái Đất vào thời gian đó. Nhà địa chất Preston Cloud đã sáng tạo ra thuật ngữ này năm 1972, ban đầu dùng để gán cho thời kỳ trước cả các loại đá đã biết. W. B. Harland sau này đã sáng tạo ra một thuật ngữ gần giống như thế là "thời kỳ Priscoan". Các văn bản cũ hơn đơn giản chỉ gọi liên đại này là Tiền-Thái Cổ, trong khi trong phần lớn thời gian của thế kỷ 19 và 20 thì thuật ngữ "Azoic" (tức vô sinh - nghĩa là không có hoặc trước sự sống) nói chung hay được sử dụng.

## Các tầng đá của liên đại Hỏa thành
Trong các thập kỷ cuối thế kỷ 20 các nhà địa chất đã xác định được một số loại đá thuộc đại Hỏa Thành ở miền tây Greenland, tây bắc Canada và miền tây Australia. Các thành hệ đá cổ nhất đã biết (dải đá lục Isua) bao gồm các loại trầm tích đã bị biến đổi một chút từ Greenland có niên đại khoảng 3.800 Ma bởi các đai cơ thể tường núi lửa đã thâm nhập các lớp đá sau khi chúng được lắng đọng xuống. Các tinh thể ziricon riêng rẽ đã tái lắng đọng trong các trầm tích ở miền tây Canada và khu vực Jack Hills ở miền tây Australia là cổ hơn nhiều. Các tinh thể zircon cổ nhất có niên đại khoảng 4.400 Ma - rất gần với thời gian giả thuyết của sự hình thành Trái Đất.
Các trầm tích ở Greenland bao gồm các lớp đá sắt kết lớp. Chúng chứa những thứ có thể là cacbon hữu cơ và hoàn toàn có thể chỉ ra rằng sự sống quang hợp đã nổi lên từ thời kỳ đó. Các hóa thạch cổ nhất đã biết (từ Australia) có niên đại vài trăm triệu năm muộn hơn.
Cuộc oanh tạc lớn muộn đã diễn ra trong thời kỳ Hỏa Thành và ảnh hưởng tới cả Trái Đất lẫn Mặt Trăng.

## Khí quyển và đại dương
Một lượng nước đáng kể có lẽ đã có mặt trong vật chất tạo ra  Các phân tử nước có lẽ đã thoát khỏi lực hấp dẫn của Trái Đất cho đến khi bán kính của Trái Đất đạt tới khoảng 40% kích thước ngày nay, và nước (cùng các nguyên tố dễ bay hơi khác) có lẽ đã được giữ lại sau thời điểm này  Lưu trữ ngày 4 tháng 1 năm 2011 tại Wayback Machine
Một phần của hành tinh non trẻ này có lẽ đã bị phá vỡ bởi một va chạm để tạo nên Mặt Trăng, nó có lẽ được gây ra bởi sự nóng chảy của một hoặc hai khu vực lớn. Các thành phần hiện nay không phù hợp với sự nóng chảy hoàn toàn, và va chạm đó rất khó để có thể nung chảy hoàn toàn và trộn lẫn các khối đá khổng lồ Lưu trữ ngày 29 tháng 10 năm 2012 tại Wayback Machine.
Nghiên cứu về ziricon đã phát hiện ra rằng nước ở trạng thái lỏng có thể đã tồn tại từ khoảng 4.400 Ma, rất sớm sau sự hình thành của Trái Đất  Lưu trữ ngày 14 tháng 3 năm 2007 tại Wayback Machine, ,  Lưu trữ ngày 16 tháng 6 năm 2013 tại Wayback Machine. Điều này chứng tỏ có sự hiện diện của khí quyển. Hiđrô và heli có lẽ vẫn tiếp tục bị mất khỏi bầu khí quyển này, nhưng sự thiếu vắng các khí trơ nặng hơn trong khí quyển ngày nay đã gợi ý rằng có lẽ đã có một điều gì đó mang tính thảm họa đã xảy ra với bầu khí quyển ban đầu này. Tuy nhiên, một phần đáng kể các vật chất có lẽ đã bị hóa hơi bởi va chạm này, tạo thành một bầu khí quyển dày dặc hơi đá xung quanh hành tinh non trẻ. Đá bốc hơi có lẽ đã ngưng tụ trong phạm vi khoảng 2.000 năm, để lại sau lưng nó các chất dễ bay hơi còn nóng bỏng, tạo ra một bầu khí quyển dày dioxide cacbon cùng hiđrô và hơi nước. Các đại dương chứa nước lỏng có lẽ đã tồn tại mặc dù nhiệt độ bề mặt ở mức khoảng 230 °C, dưới áp suất khí quyển rất lớn của CO2. Khi quá trình nguội đi được tiếp diễn, các sự lún sụt của đất và sự hòa tan trong nước biển đã loại bỏ phần lớn CO2 ra khỏi khí quyển nhưng nồng độ của nó dao động một cách dữ dội do bề mặt mới và các chu trình tạo lớp vỏ Trái Đất đã xuất hiện. Lưu trữ ngày 11 tháng 5 năm 2008 tại Wayback Machine

## Các đơn vị phân chia
Do có quá ít dấu vết địa chất của thời kỳ này còn tồn tại trên Trái Đất, nên liên đại này không có các đơn vị phân chia nhỏ hơn một cách chính thức. Tuy nhiên, một vài đơn vị phân chia chính của niên đại địa chất Mặt Trăng đã diễn ra trong liên đại Hỏa Thành, và vì thế có thể áp dụng một cách không chính thức các đơn vị niên đại địa chất này để trỏ tới cùng thời kỳ đó trên Trái Đất.